# Ратледж (Пенсільванія)
Ратледж (англ. Rutledge) — місто (англ. borough) в США, в окрузі Делавер штату Пенсільванія. Населення — 782 особи (2020).

## Географія
Ратледж розташований за координатами 39°54′3″ пн. ш. 75°19′39″ зх. д. / 39.90083° пн. ш. 75.32750° зх. д. (39.900949, -75.327422).  За даними Бюро перепису населення США в 2010 році місто мало площу 0,37 км², уся площа — суходіл.

## Демографія
Згідно з переписом 2010 року, у селищі мешкали 784 особи в 280 домогосподарствах у складі 212 родин. Густота населення становила 2117 осіб/км².  Було 292 помешкання (788/км²).
Расовий склад населення:
| - 91,7 % — білих - 3,1 % — азіатів - 2,9 % — чорних або афроамериканців |

До двох чи більше рас належало 2,3 %. Частка іспаномовних становила 1,8 % від усіх жителів.
За віковим діапазоном населення розподілялося таким чином: 24,9 % — особи молодші 18 років, 63,5 % — особи у віці 18—64 років, 11,6 % — особи у віці 65 років та старші. Медіана віку мешканця становила 43,1 року. На 100 осіб жіночої статі у селищі припадало 92,6 чоловіків;  на 100 жінок у віці від 18 років та старших — 87,0 чоловіків також старших 18 років.
Середній дохід на одне домашнє господарство  становив 90 413 долари США (медіана — 73 571), а середній дохід на одну сім'ю — 107 280 доларів (медіана — 91 250). Медіана доходів становила 67 813 долари для чоловіків та 52 059 доларів для жінок. За межею бідності перебувало 10,1 % осіб, у тому числі 15,2 % дітей у віці до 18 років та 4,9 % осіб у віці 65 років та старших.
Цивільне працевлаштоване населення становило 404 особи. Основні галузі зайнятості: освіта, охорона здоров'я та соціальна допомога — 32,4 %, роздрібна торгівля — 14,1 %, виробництво — 12,9 %.